# Microsoft Plus!
Microsoft Plus! is een uitbreidingspakket voor Windows 95, Windows 98 en Windows XP ontworpen door Microsoft. In het pakket zat bijvoorbeeld nog een antivirusprogramma. Nu staat het meeste op de Windows 98-cd en is het vanuit het startmenu te installeren. Het bevat muisaanwijzers, bureaubladachtergronden en pictogrammen. Thema's zijn bijvoorbeeld baseball, de ruimte, in de computer en meer Windows 98. Er was ook een versie waarbij Microsoft Plus! gebundeld werd met Windows op één cd.
Computers waarop Microsoft Plus! was geïnstalleerd toonden het logo van Microsoft Plus! bij het opstarten.